# 死体安置所の神
『死体安置所の神』（したいあんちじょのかみ、食屍鬼の神、原題：英: The Charnel God）は、アメリカ合衆国のホラー小説家クラーク・アシュトン・スミスによる短編ホラー小説であり、『ウィアード・テールズ』1934年3月号に掲載された。
未来大陸ゾティークを舞台とし、死者を贄として受け取る神モルディギアンを題材とする。クトゥルフ神話作品として書かれたものではなく、モルディギアンの神官たちも食屍鬼と明言されているわけではないが、モルディギアンがTRPGに取り込まれたことで、クトゥルフ神話に登場する食屍鬼たちが崇拝する神ということになった。ゾティークものからクトゥルフ神話へとはっきり導入されている、数少ない作品の一つ。
東雅夫は『クトゥルー神話事典』にて、スミスがラヴクラフト・サークルの作家たちの中で、唯一ラヴクラフトとはまったく異なる切り口から神話大系に参入したことについて触れ、「その舞台が現実離れした架空世界であることも手伝って、ラヴクラフト神話以上に奔放な幻想性に溢れている」と解説し、本作に登場するモルディギアンを食屍鬼の神として扱っている。

## あらすじ
エライスという女性は、まるで死んだかのように身体が麻痺を起こすという持病を抱えていた。彼女はファリオムと結婚し、彼の親族が住む街を目指して旅立つ。2人は隊商に随行する形で進んでいたが、隊商は盗賊に追われて四散し、2人はズル＝バ＝サイルの街に迷い込む。この街では、死者を贄として受け取る神「モルディッギアン」が崇拝されており、神殿の権力は王をもしのぐものであった。
旅の疲れにより、エライスは宿泊先で発作を起こす。ファリオムは目を覚ますと主張するが、宿屋の主人に呼ばれた医者が死を認め、神官に届け出が受理され、遺体は神モルディギアンに捧げられることが決定する。ファリオムの抵抗むなしく、仮死状態のエライスは神殿まで運び込まれる。ファリオムは街を調べ、神殿の場所を突き止める。
そのころ、妖術師アブノン＝タは、術を悪用し、神官と取引をしていた。しかしズル＝バ＝サイルの街に飽きた彼は、アルクテラという美女を殺して降霊術で死体奴隷にして、街を出て行くことを思いつく。それは神殿から死体を強奪することを意味していたが、彼はモルディッギアンを見たことがなく、ただの食屍鬼程度にしか思っていなかった。
ファリオムは神殿に侵入し、祭壇にたどり着く。無数の死体の中に、妻エライスの姿を見つける。その隣には妖術で殺されたアルテクラの遺体が横たわっていた。神官が来たと思ったファリオムが身を隠すと、アブノン＝タが弟子を連れて入り、アルクテラとエライスを神殿の一室まで運ぶ。弟子がエライスを蘇生させ、アブノン＝タはアルクテラを蘇生させていたところ、ファリオムが闖入し、戦闘となる。
そのとき神モルディッギアンが顕現し、妖術師たちを呪いで打ち倒すと、アルクテラを連れ去る。続いて神官たちが入ってきて、倒れている妖術師たちを捕らえる。神官は「公正な判断」であるとし、モルディギアンは生ける者には興味がない一方、神殿から死体を盗もうとした者を制裁すると説明する。退去指示に応じてファリオムはエライスを連れて神殿を後にする。

## 主な登場人物
- ファリオム - 主人公。高貴な生まれだが、政争に敗れて没落した。親族を頼って旅をする中で、ズル＝バ＝サイルの街に迷い込む。
- エライス - 花嫁。死のように身体が麻痺する発作を起こし、神殿に運び込まれる。
- アルクテラ - 行政官の娘。婚約者がいる。アブノン＝タに目をつけられて呪殺され、神殿に運び込まれる。
- アブノン＝タ - 妖術師・降霊術師。ソタルの島出身。死体を量産してやるという条件のもと、神官と取引をして、神殿の死体を一時的に使用する許可を得ている。
- ナルガイとウェムバ＝ツィス - 妖術師の2人の弟子。ナートの島出身。ウェムバ＝ツィスは師から降霊術を学んでおり、エライスを蘇生させる。
- モルディッギアン - 死体を贄として受け取る奇妙な神。ズル＝バ＝サイルの街では、埋葬と墓を不要とする、有益な神とされている。
- モルディッギアンの神官たち - 骸骨じみた仮面の下には、犬めいた素顔がある。

## 収録
- 『呪われし地』アーカム・ハウス叢書、小倉多加志訳「食屍鬼の神」
- 『ゾティーク幻妖怪異譚』創元推理文庫、大瀧啓裕訳「死体安置所の神」